# 16e étape du Tour de France 1935
Pour un article plus général, voir Tour de France 1935.
La 16e étape du Tour de France 1935 s'est déroulée le lundi 22 juillet.
Les coureurs relient Bagnères-de-Luchon (Haute-Garonne) à Pau (Pyrénées-Atlantiques), au terme d'un parcours de 194 kilomètres.
L'Italien Ambrogio Morelli gagne l'étape tandis que le Belge Romain Maes conserve sa place en tête du classement général.

## Parcours
L'étape, partie de la station thermale de Luchon, se dirige vers les Hautes-Pyrénées sur la route des cols où commence l'ascension vers le col de Peyresourde alors donné à 1 545 m d'altitude. La descente est en vallée du Louron en passant par Loudervielle et Bordères jusqu'à Arreau où débute l'ascension vers le col d'Aspin (1 489 m).
La descente se passe dans la vallée de Payolle jusqu'à Sainte-Marie-de-Campan où est entrepris l'ascension du col du Tourmalet donné à 2 122 m, grand col pyrénéen inscrit au programme d'un Tour de France dès l'édition 1910 et pour la vingt et unième fois en 1935, que le Belge Sylvère Maes franchira en tête.
Le Pays Toy est traversé par la descente jusqu'à Luz, par la route nationale 618, et à Argelès-Gazost débute l'ascension dans le val d'Azun du col du Soulor donné à l'époque à 1 656 m suivie de près par le col de Torte (1 650 m) dans les Basses-Pyrénées avant la dernière difficulté de  l'ascension du col d'Aubisque donné à 1 748 m.
La descente finale est en vallée d'Ossau en passant par les Eaux-Bonnes, Laruns et Jurançon jusqu'à l'arrivée à Pau et 194 km de course.

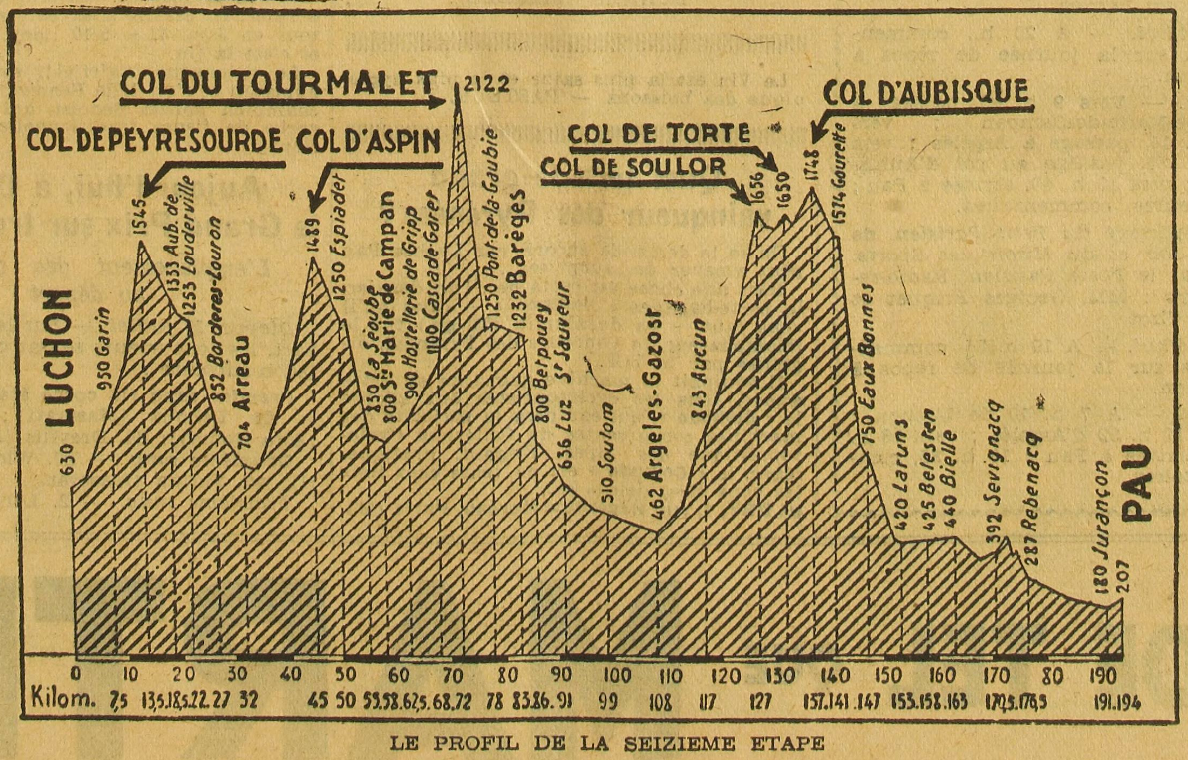
Le profil de la 16e étape publié dans le journal L'Auto du 21 juillet 1935.

## Classements

### Prix du meilleur grimpeur
Après l'ascension des 15 cols comptant pour le Grand-Prix de la montagne, le classement final s'établit comme suit :
| Classement de la montagne | Classement de la montagne | Classement de la montagne | Classement de la montagne | Classement de la montagne |
| Coureur                   | Coureur                   | Pays                      | Équipe                    | Points                    |
| ------------------------- | ------------------------- | ------------------------- | ------------------------- | ------------------------- |
| 1er                       | Félicien Vervaecke        | Belgique                  | Alcyon-Dunlop             | 128 pts                   |
| 2e                        | Sylvère Maes              | Belgique                  |                           | 92 pts                    |
| 3e                        | Jules Lowie               | Belgique                  |                           | 62 pts                    |
| 4e                        | Gabriel Ruozzi            | France                    |                           | 61 pts                    |
| 5e                        | Romain Maes               | Belgique                  | Alcyon-Dunlop             | 57 pts                    |
| 6e                        | Ambrogio Morelli          | Italie                    |                           | 49 pts                    |
| 7e                        | Francesco Camusso         | Italie                    | Legnano-Wolsit            | 47 pts                    |
| 8e                        | René Vietto               | France                    | Helyett-Hutchinson        | 42 pts                    |
| 9e                        | Orlando Teani             | Italie                    |                           | 41 pts                    |
| 10e                       | Léo Amberg                | Suisse                    |                           | 33 pts                    |

### Classement de l'étape
| \| Classement de l'étape \| Classement de l'étape \| Classement de l'étape \| Classement de l'étape \| Classement de l'étape \| \| Coureur \| Coureur \| Pays \| Équipe \| Temps \| \| --------------------- \| --------------------- \| --------------------- \| --------------------- \| --------------------- \| \| 1er \| Ambrogio Morelli \| Italie \| \| \| \| 2e \| Orlando Teani \| Italie \| \| \| \| 3e \| Félicien Vervaecke \| Belgique \| Alcyon-Dunlop \| \| \| 4e \| Romain Maes \| Belgique \| Alcyon-Dunlop \| \| \| 5e \| Jules Lowie \| Belgique \| \| \| \| 6e \| Sylvère Maes \| Belgique \| \| \| \| 7e \| Georges Speicher \| France \| \| \| \| 8e \| Maurice Archambaud \| France \| \| \| \| 9e \| Paul Chocque \| France \| \| \| \| 10e \| René Vietto \| France \| Helyett-Hutchinson \| \| |                    |          |                    |       |
| |                    |          |                    |       |
| |                    |          |                    |       |
| Classement de l'étape |                    |          |                    |       |
| Coureur | Coureur            | Pays     | Équipe             | Temps |
| 1er | Ambrogio Morelli   | Italie   |                    |       |
| 2e | Orlando Teani      | Italie   |                    |       |
| 3e | Félicien Vervaecke | Belgique | Alcyon-Dunlop      |       |
| 4e | Romain Maes        | Belgique | Alcyon-Dunlop      |       |
| 5e | Jules Lowie        | Belgique |                    |       |
| 6e | Sylvère Maes       | Belgique |                    |       |
| 7e | Georges Speicher   | France   |                    |       |
| 8e | Maurice Archambaud | France   |                    |       |
| 9e | Paul Chocque       | France   |                    |       |
| 10e | René Vietto        | France   | Helyett-Hutchinson |       |

### Classement général à l'issue de l'étape
| \| Classement général \| Classement général \| Classement général \| Classement général \| Classement général \| \| Coureur \| Coureur \| Pays \| Équipe \| Temps \| \| ------------------ \| ------------------ \| ------------------ \| ------------------ \| ------------------ \| \| 1er \| Romain Maes \| Belgique \| Alcyon-Dunlop \| \| \| 2e \| Ambrogio Morelli \| Italie \| \| \| \| 3e \| Félicien Vervaecke \| Belgique \| Alcyon-Dunlop \| \| \| 4e \| Sylvère Maes \| Belgique \| \| \| \| 5e \| Georges Speicher \| France \| \| \| \| 6e \| Jules Lowie \| Belgique \| \| \| \| 7e \| Maurice Archambaud \| France \| \| \| \| 8e \| René Vietto \| France \| Helyett-Hutchinson \| \| \| 9e \| Gabriel Ruozzi \| France \| \| \| \| 10e \| Oskar Thierbach \| Allemagne \| \| \| |                    |           |                    |       |
| |                    |           |                    |       |
| |                    |           |                    |       |
| Classement général |                    |           |                    |       |
| Coureur | Coureur            | Pays      | Équipe             | Temps |
| 1er | Romain Maes        | Belgique  | Alcyon-Dunlop      |       |
| 2e | Ambrogio Morelli   | Italie    |                    |       |
| 3e | Félicien Vervaecke | Belgique  | Alcyon-Dunlop      |       |
| 4e | Sylvère Maes       | Belgique  |                    |       |
| 5e | Georges Speicher   | France    |                    |       |
| 6e | Jules Lowie        | Belgique  |                    |       |
| 7e | Maurice Archambaud | France    |                    |       |
| 8e | René Vietto        | France    | Helyett-Hutchinson |       |
| 9e | Gabriel Ruozzi     | France    |                    |       |
| 10e | Oskar Thierbach    | Allemagne |                    |       |